# Snijna, Pohrebîșce
Snijna (în ucraineană Сніжна) este localitatea de reședință a comunei Snijna din raionul Pohrebîșce, regiunea Vinnița, Ucraina.

## Demografie
Componența lingvistică a localității Snijna
     Ucraineană (98,65%)
     Rusă (1,01%)
     Alte limbi (0,34%)
Conform recensământului din 2001, majoritatea populației localității Snijna era vorbitoare de ucraineană (98,65%), existând în minoritate și vorbitori de rusă (1,01%).